# Hurriganes
Hurriganes — финская рок-группа, сформированная в 1971 году. Были очень популярны в Финляндии в 1970-х и в начале 1980-х. В их музыке много ностальгического рок-н-ролла. Во времена их «классического» периода репертуар группы состоял в значительной степени из ускоренных и утяжелённых кавер-версий известных песен рок-н-ролла 1950-х в дополнение к их собственному оригинальному материалу. В этом смысле Hurriganes может рассматриваться как ответ Финляндии на британский паб-рок тех лет.

## Состав

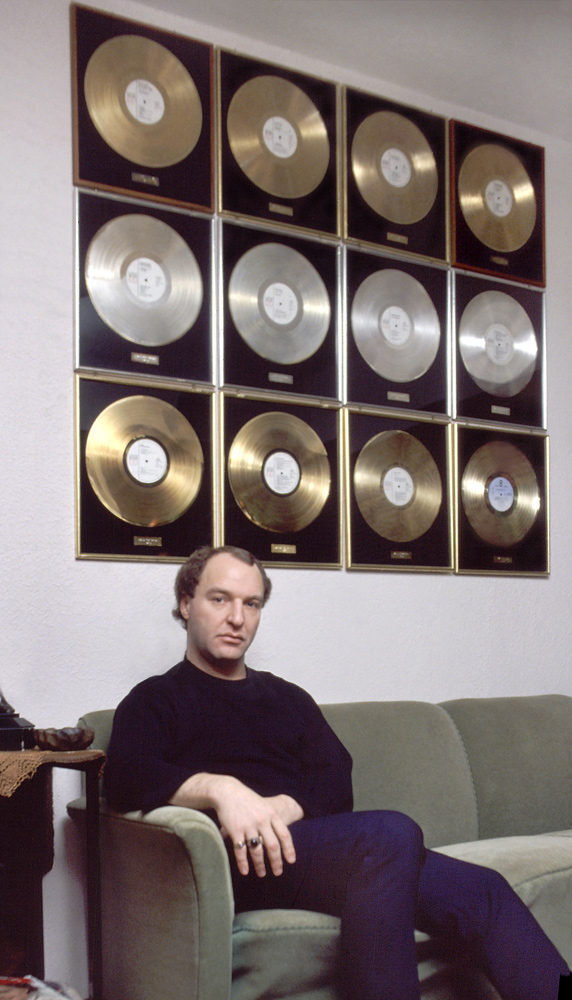
Рему Аалтонен с коллекцией «золотых дисков» Hurriganes. Хельсинки, 1978. Фото: Harri Ahola

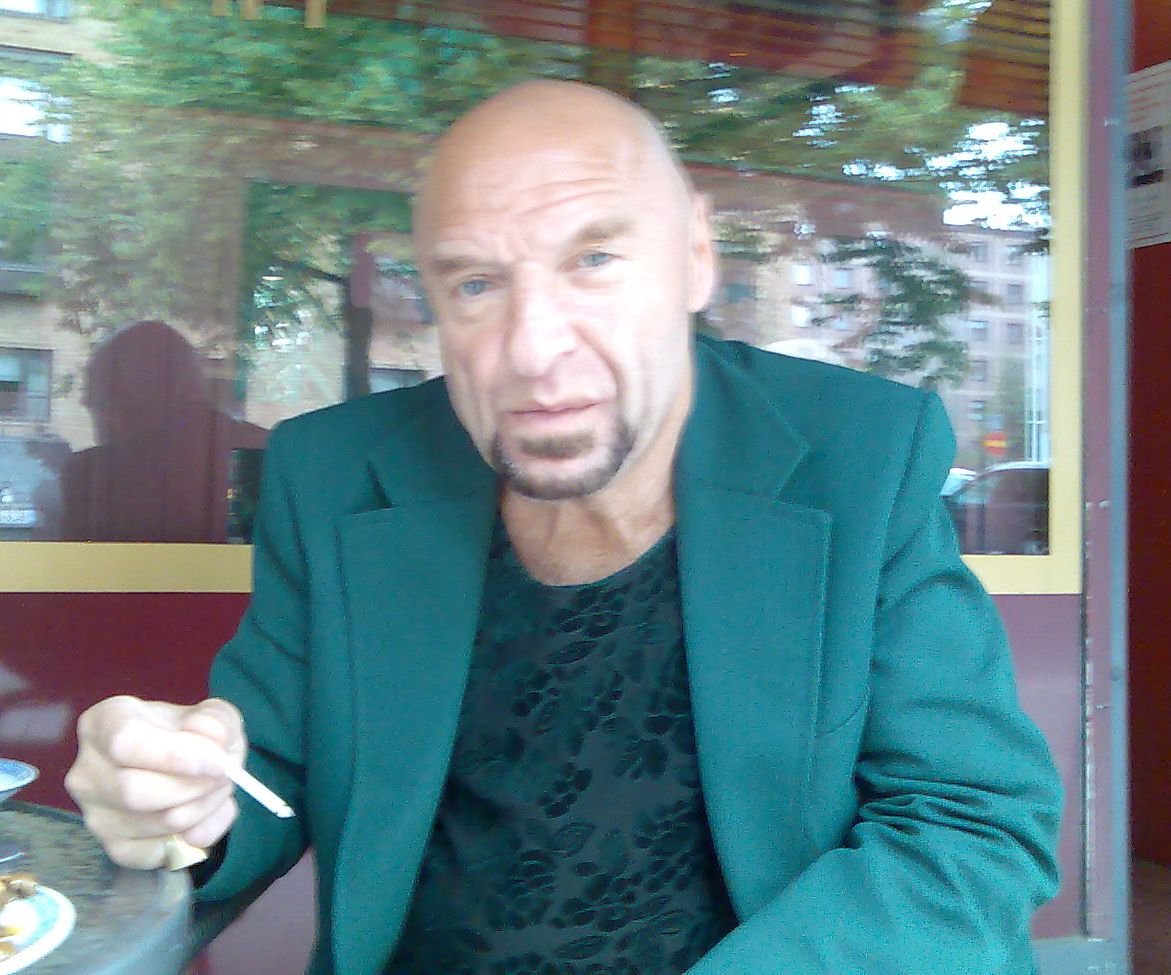
Рему Аалтонен.
Фотография 2007 года

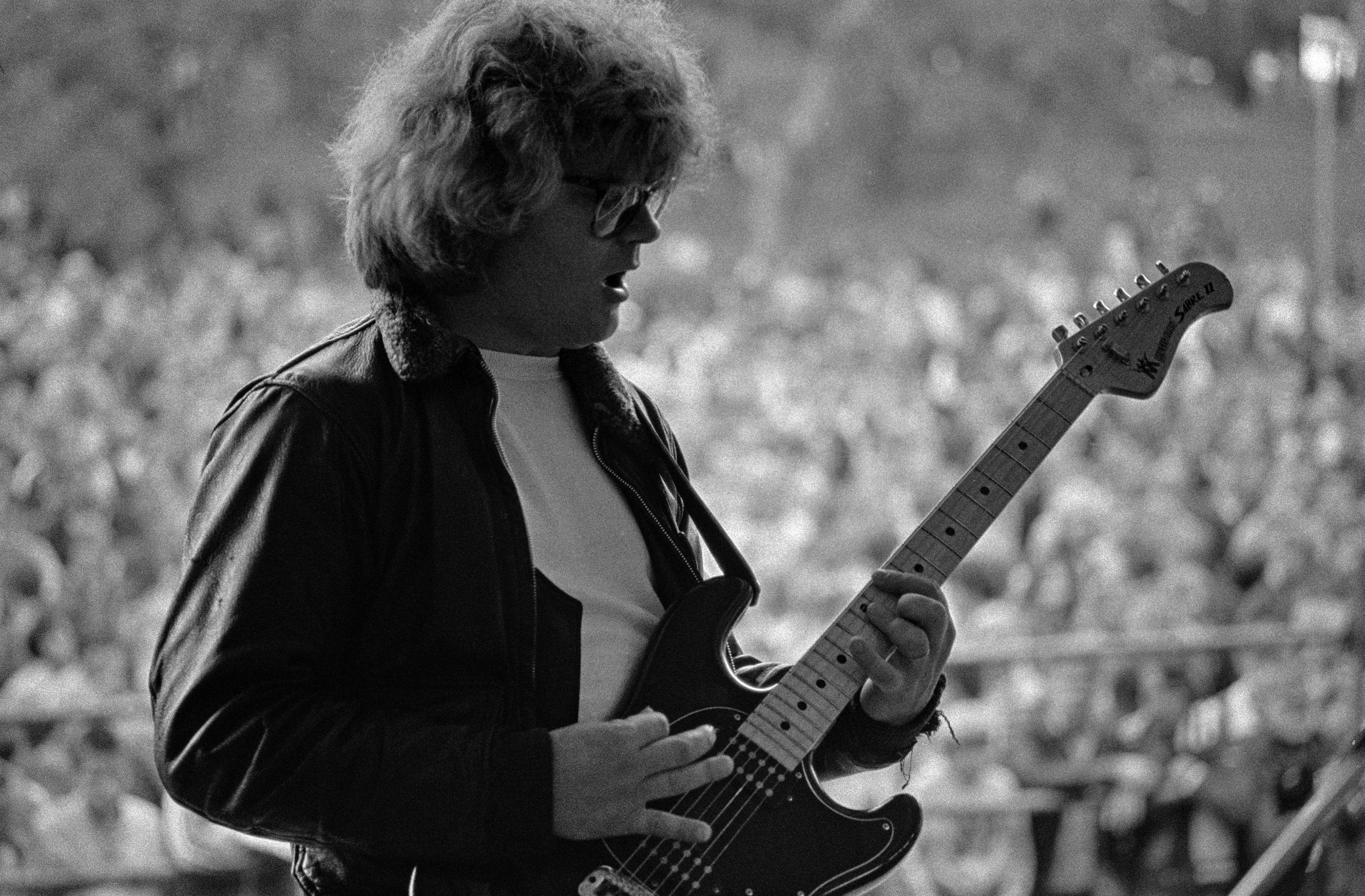
Albert Järvinen.

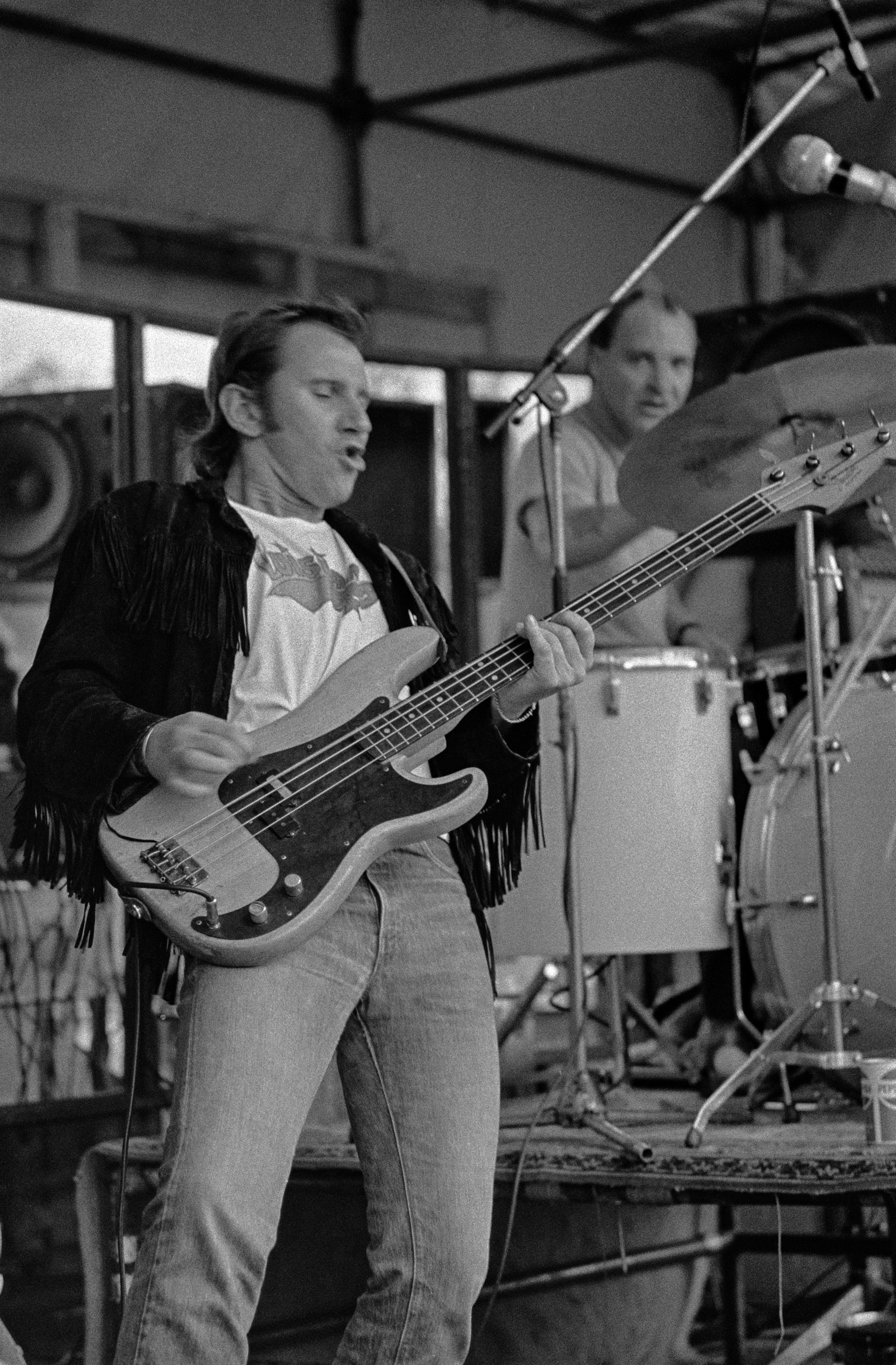
Cisse Häkkinen.

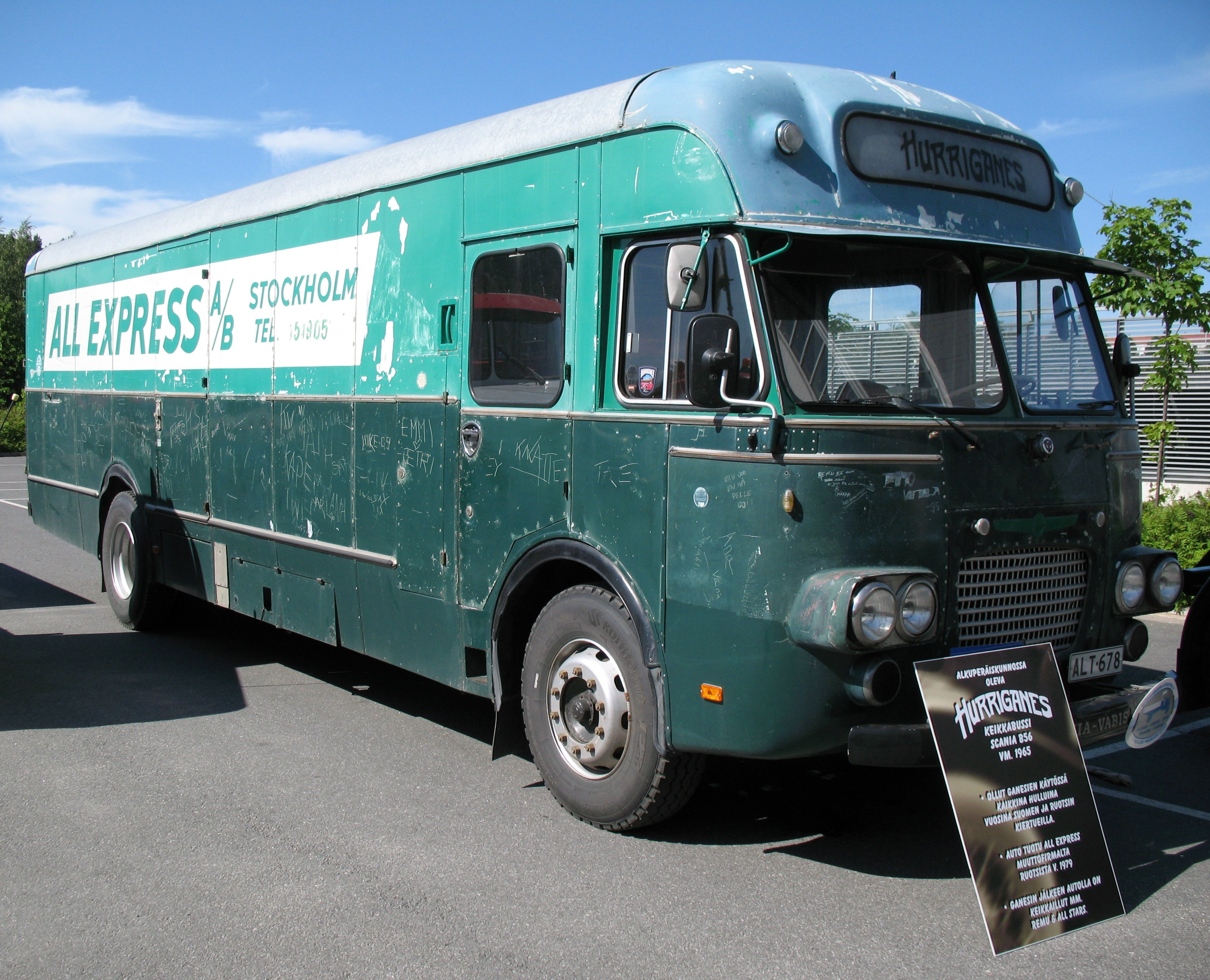
The Hurriganes bus, Scania Vabis B56.

thumb||Remu Aaltonen 2007.

## Альбомы
- 1973 Rock 'n' Roll All Night Long
- 1974 Roadrunner  Архивная копия от 24 октября 2013 на Wayback Machine
- 1975 Crazy Days
- 1976 Hot Wheels
- 1977 Tsugu Way
- 1978 Hanger
- 1979 Jailbird
- 1980 10/80
- 1981 Fortissimo
- 1982 Rockin' Hurriganes  (недоступная ссылка)
- 1983 Seven Days, Seven Nights
- 1984 Hurrygames
- 2001 30th Anniversary
- 2016 Electric Play